# André Sibomana
André Sibomana (1954– 7 de març de 1998) va ser un capellà i periodista ruandès, figura exemplar en el genocidi de Ruanda. També va ser activista dels drets humans i fundador de l'Associació Ruandesa per a la Defensa dels Drets de la Persona i de les Llibertats Públiques, que registrava informació sobre totes les violacions dels drets humans a Ruanda i les publicava en un informe.
Des de 1988 André Sibomana era editor del diari catòlic Kinyamateka, propietat de la Conferència Episcopal Ruandesa, que era l'únic diari privat que circulava a Ruanda àmpliament per les parròquies. Sibomana es va comprometre amb el veritable periodisme d'investigació, però va viure en un Estat que no garantia la llibertat d'informació. Des que ha publicat informes independents que han resultat incòmodes per les autoritats, ho ha intentat nombroses vegades el 1990, però en va obtenir les proves del que va publicar.
Sibomana va ser una de les poques veus independents a Ruanda durant el període anterior al genocidi. Quan aquest va esclatar aviat es convertirà en objectiu dels extremistes. Va escapar de Kigali i va usar la seva posició per salvar la vida de molts altres.
"Per a moltes persones a Ruanda, abstenir-se d'assassinar era, per si mateix, un acte de resistència". Nombrosos camperols foren assassinats perquè refusaren atacar els cossos dels seus veïns tutsis. Hi ha homes valents i rectes que no van poder o no es va atrevir a ajudar els seus companys i ara viure amb remordiments per no haver-ho fet. No tinc cap mèrit per salvar algunes persones, perquè estava en el meu poder fer-ho. La meva posició em va donar una oportunitat millor que a altres," s'explica Sibomana a la pàgina 86 de l'entrevista que va concedir a Laure Guibert i Hervé Deguine el 1996 a Israel, qui va ser publicat més tard. Després de la guerra, André Sibomana tornar a treballar com a editor de Kinyamateka i va donar suport a la reconciliació i fins a la seva mort el 1998. Va adoptar set orfes.
En 2000 Sibomana va ser nomenat per l'Institut Internacional de Premsa com un dels 50 Herois mundials de la llibertat de premsa dels darrers 50 anys.

## Obres
- Gardons espoir pour le Rwanda, L'Harmattan, març de 2008, ISBN 978-2-296-04164-6